# Gerhard Wienckowski
Gerhard Wienckowski (* 25. September 1935 in Fürstenwalde/Spree; † 6. April 2011 in Eberswalde) war ein deutscher Maler und Graphiker.

## Leben
Gerhard Wienckowski war der Sohn eines Schmieds. Nach Ausbildung und Arbeit im Malerhandwerk studierte er von 1954 bis 1957 an der Fachschule für Angewandte Kunst in Potsdam. Nach einer Aspirantur an der Schule von 1958 bis 1959 studierte er 1959 bis 1966 Malerei, Wandmalerei und Freie Grafik an der Hochschule für Bildende Künste Dresden, unter anderem bei Hans Theo Richter. Danach war er bis zu seinem Ableben freischaffend in Eberswalde tätig. Er war bis 1990 Mitglied des Verband Bildender Künstler der DDR und hatte in der DDR eine bedeutende Zahl von Einzelausstellungen und Ausstellungsbeteiligungen, u. a. von 1977 bis 1988 an der VIII. bis X. Kunstausstellung der DDR in Dresden. Auch nach der deutschen Wiedervereinigung wurden seine Werke ausgestellt.
Sein Grab befindet sich auf dem Waldfriedhof Eberswalde.

## Rezeption
Von Hans Theo Richter hat Wienckowski „das streng rationale, ganz des Malerischen entkleidete Zeichnen gelernt. Seine Zeichnungen werden bestimmt durch einen Hell-Dunkel-Kontrast und eine Vorliebe für umschreibende Linien, die der Künstler in Bündelungen körper-modellierend übereinander legte. In der Grafik hat er mit Holzschnitten begonnen, beschäftigte sich dann mit Feder- und Kreidelithografien sowie Kaltnadelradierungen und wandte sich schließlich dem Steindruck zu.“
„Wienckowski ist ein stiller Künstler: Er beruhigt und macht gleichzeitig nachdenklich.“

## Werk (Auswahl)

### Buchillustrationen (Auswahl)
- Harijs Galins: Erinnerung an Nora. Verlag Neues Leben, Berlin 1983.

## Ehrungen
- 1966: Kleist-Kunstpreis der Stadt Frankfurt
- 2009: Willi-Oltmanns-Preis für Malerei[4]

## Einzelausstellungen seit der deutschen Wiedervereinigung
- 1991: Bernau, Galerie Bernau (Aquarelle, Zeichnungen, Lithographien)
- 2008: Frankfurt (Oder), Kleistmuseum (Blätter zu Heinrich von Kleist: Aquarelle, Zeichnungen, Graphiken)
- 2010: Magdeburg, Galerie Himmelreich

### Postum
- 2012: Berlin, Galerie der Berliner Graphikpresse (Himmel und Land, zusammen mit Horst Engelhardt)[5]
- 2016: Eberswalde, Kleine Galerie im SparkassenFORUM (Aquarelle, Grafik, Zeichnungen)
- 2019: Fürstenwalde, Kunstgalerie Altes Rathaus (Retrospektive)[6]

## Werke in öffentlichen Museen und Sammlungen
- Berlin, Kunstsammlung der Berliner Volksbank[7]
- Frankfurt (Oder), Kleist-Museum (u. a. Familie Schroffenstein, zu Kleist; Lithographie, 1982)[8]
- Gera, Kunstsammlung Gera, Otto-Dix-Haus (u. a. Flusslandschaft, Aquarell, 1981)[9]